# Erica lusitanica
Erica lusitanica is een plant uit de heidefamilie (Ericaceae). De plant is afkomstig uit het westen van het Middellandse Zeegebied. Het is een dicht vertakte, groenblijvende struik, die 3-4 m hoog wordt. Met name in open bossen en op hellingen is de struik te vinden. Tijdens de bloei steekt de struik dankzij de witte bloemen af tegen andere struiken. 
De bladeren zijn lichtgroen en naaldvormig. Ze staan in kransen van vier rond dichtbehaarde twijgen. De bloemen zijn wit en hebben een roze waas. Ze vormen aarvormige trossen. De bloei duurt van midwinter tot midzomer. De bloemen hebben een aangename geur.
... · 
E. arborea (boomhei) · 
E. cinerea (rode dophei) · 
E. lusitanica · 
E. rossii · 
E. scoparia (bezemdophei) · 
E. tetralix (gewone dophei) · 
...